# مزارع (سروستان)
مزارع یک روستا در ایران است که در استان فارس واقع شده‌است.